# Lampo (album)
Lampo è il terzo album in studio del cantante italiano Gianmaria Testa, pubblicato nel 1999 dall'etichetta discografica Harmonia Mundi / Warner.

## Tracce
1. La tua voce – 3:01
2. Polvere di gesso – 5:06
3. Petite reine – 3:39
4. Non ti aspetto più – 2:32
5. Lucia di notte – 4:57
6. L'albero del pane – 4:31
7. Biancaluna – 3:19
8. Lampo – 3:15
9. Gli amanti di Roma – 3:20
10. Comete – 5:06
11. Quello che vale – 3:07
12. Canzone del tempo che passa – 1:24

Durata totale: 43:17

## Formazione
- Gianmaria Testa - voce, chitarra
- Thierry Arpino - batteria
- Frédéric Briet - contrabbasso
- Edmundo Carneiro - percussioni
- Claudio Dadone - chitarra
- Goffredo Degli Espositi - flauto kaval
- Raymond Doumbé - basso elettrico
- Glenn Ferris - trombone
- Pier Mario Giovannone - chitarra
- Didier Havet - euphonium, tuba
- David Lewis - tromba, flicorno, pianoforte
- Rita Marcotulli - pianoforte
- René Michel - fisarmonica
- Humberto Orellane Quiroz - viola da gamba
- Manohisoa Razanajato - contrabbasso
- Laurent Robin - batteria
- Leonardo Sanchez - chitarra
- Vincent Segal - violoncello
- Riccardo Tesi - organetto